# Навандоржийн Жадамба
Навандоржийн Жадамба (монг. Наваандоржийн Жадамбаа; 1900—1939) — монгольский политический деятель, стал первым Председателем Великого государственного хурала Монголии в ноябре 1924 года, после смерти Богдо-хана. На следующий день его сменил Пэлжидийн Гэндэн.
В этот раз поиск реинкарнации Богдо-гэгэна в Монголии был запрещен коммунистами (его реинкарнации была обнаружена позже, в Тибете, в 1936 году).

## Биография
Жаданба родился во Внешней Монголии, в Батор-Ване (ныне аймак Сэлэнгэ, Монголия). Образование получал в Иркутске. Позже обучался на телеграфиста. В 1921—1928 годы Жадамба работал в Министерстве иностранных дел Монголии, служил заместителем министра финансов, работал помощником в советском посольстве в Монголии. Он был избран заместителем председателя ЦК МНРП, председателем ЦК Монгольского революционного союза молодежи. Он также занимал должность министра экономики. С 1924 по 1928 годы, Жадамба был членом Малого государственного хурала, а также членом бюро ЦК МНРП.
В 1928 году, на VII съезде МНРП, Жадамба был обвинен в «правом оппортунизме», и был смещен со всех должностей. В 1929 году Жадамбу выслали в Кяхту. Ему удалось добраться до Москвы, и получить образование в университете народного хозяйства. После окончания университета, Жадамба не мог вернуться в Монголию, поэтому занимался различной работой в Советском Союзе. Так, известно, что он работал в московской обувной фабрике «Скороход». Находясь в Москве, он также перевел несколько книг на монгольский язык, среди которых были: Боккаччо — «Декамерон», Джонатан Свифт — «Путешествия Гулливера», сказки Андерсена. В 1931 году МНРП отклонила жалобу Жадамбы и исключила его из партии. В декабре 1937 года Жаданба был арестован, а в 1938 году Чойбалсан и Чрезвычайная комиссия приговорили Жадамбу за антигосударственную деятельность к 10 годам лишения свободы. В 1939 году Жадамба умер от болезни в тюрьме, дата и место его смерти неизвестны.
В 1968 году Жадамба был оправдан Верховным судом МНР. А в 1990 году он был восстановлен в партии.